# Antoni Chodorowski (grafik)

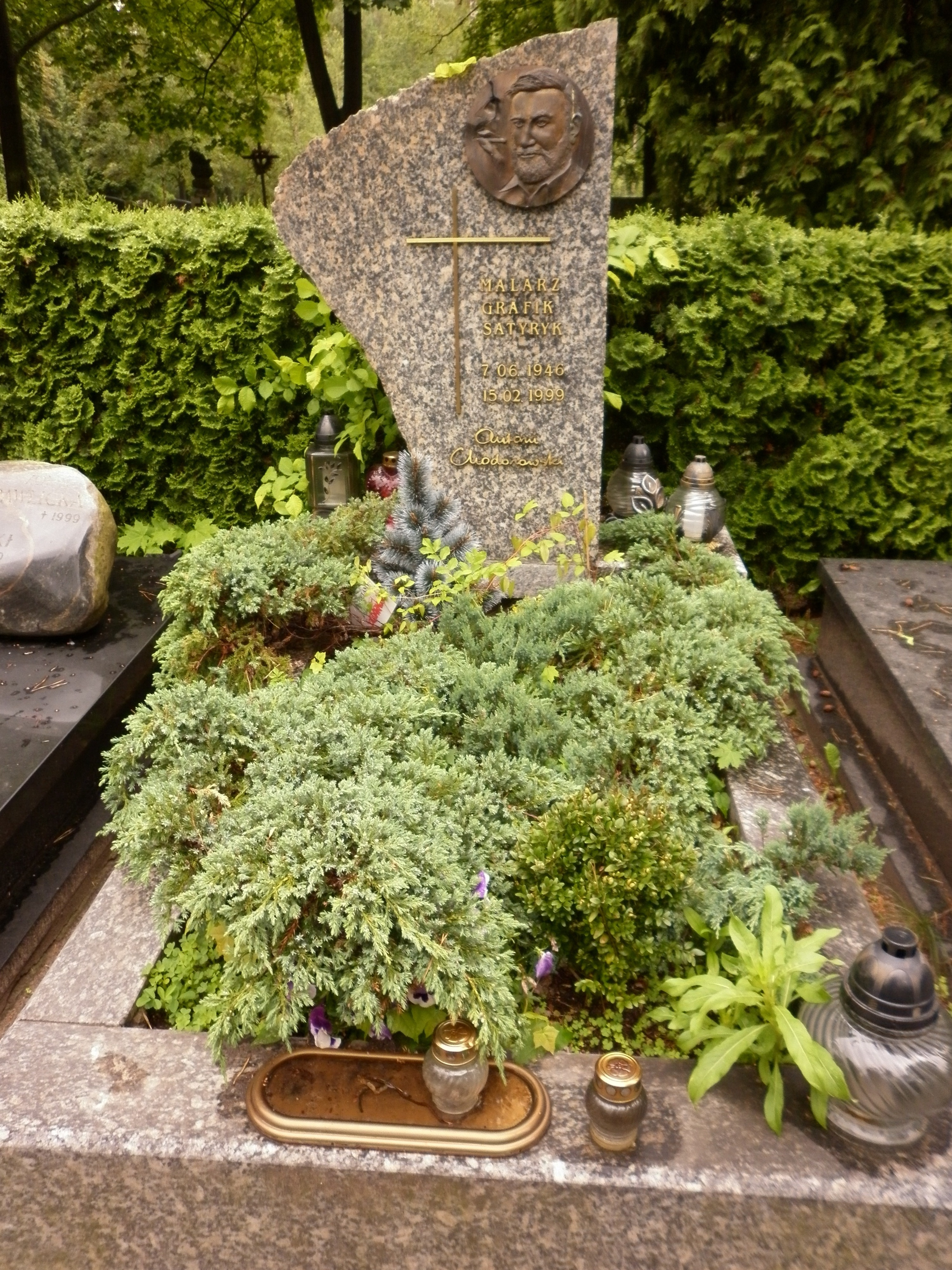
Grób Antoniego Chodorowskiego na Wojskowych Powązkach

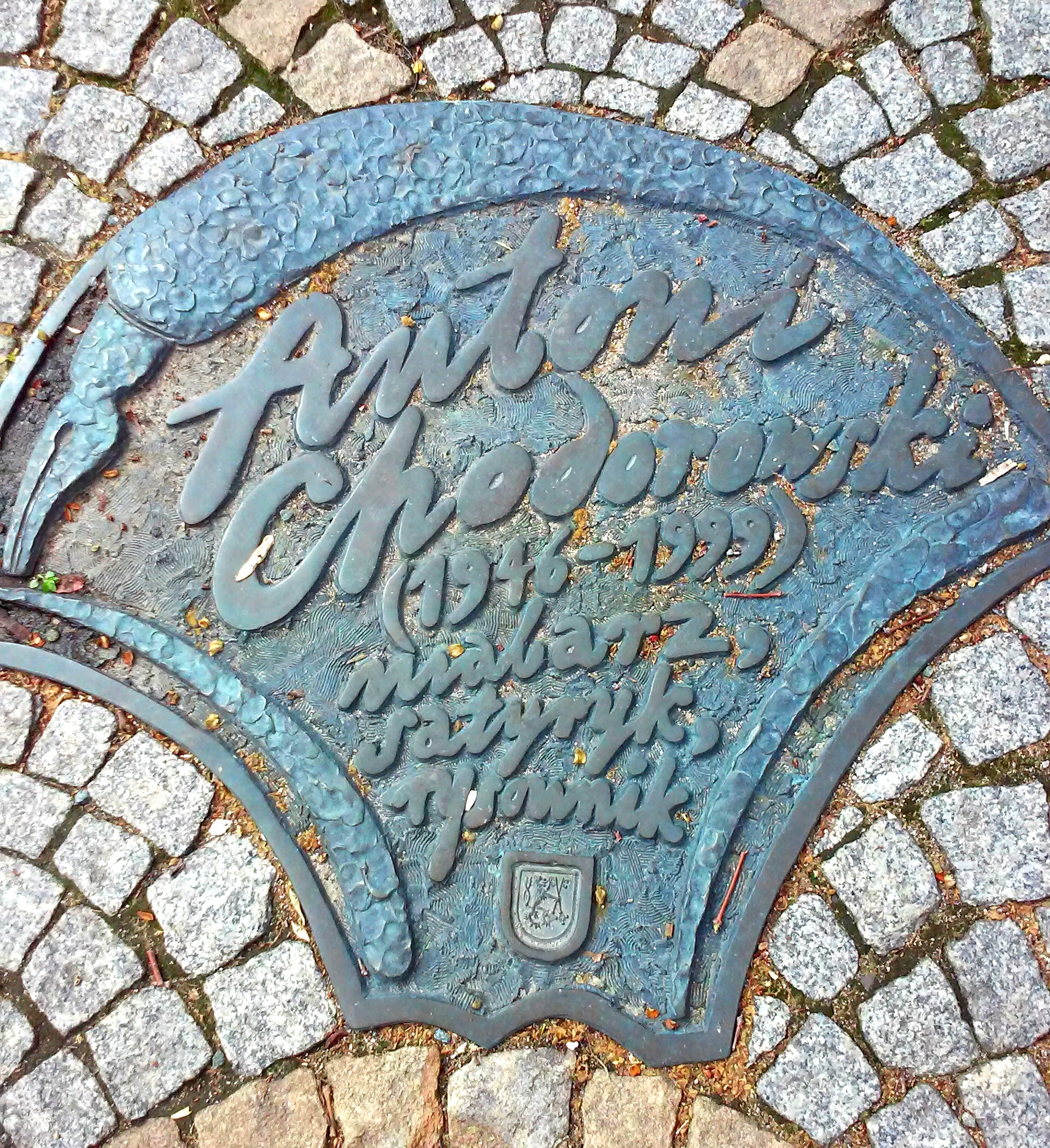
Tablica pamiątkowa w Alei Gwiazd Satyrykonu na głównym deptaku Legnicy (ul. Najświętszej Marii Panny)

Antoni Chodorowski (ur. 7 czerwca 1946 w Chodorach, zm. 15 lutego 1999 w Warszawie) – polski grafik karykaturzysta, autor ilustracji do książek, plakatów, zajmował się także fotografią i malarstwem.

## Życiorys
Studia rozpoczął na Wydziale Inżynierii Lądowej Politechniki Warszawskiej, a zakończył w 1975 na Wydziale Architektury Wnętrz Akademii Sztuk Pięknych w Warszawie, ze specjalnością - wzornictwo przemysłowe, dyplom w  pracowni prof. Wróblewskiego. 
Zadebiutował w „Jazz Forum” w 1970 roku. Publikował swoje rysunki w pismach krajowych (m.in. „Szpilkach”, „Karuzeli”, „Politechniku”, „Polsce”, „Polityce”, „Najwyższym CZASIE!”, „Fonosferze” i „Tygodniku Solidarność”) oraz zagranicznych (m.in. „Pardonie” i jugosłowiańskim „Jeżu”). Recenzował rysunkami wernisaże oraz premiery filmowe i teatralne na łamach „Filmu” i „Warszawskiego Informatora Kulturalnego”. 
Pierwsze nagrody zdobywał za malarstwo sztalugowe, m.in. na „Famie” w Świnoujściu i w gdańskim „Przetargu '70”. W 1975 roku zdobył Grand Prix Międzynarodowego Konkursu na Plakat Festiwalu Filmów Przeciwko Dyskryminacji Rasowej w Strasburgu. Dwukrotny laureat Brązowej (1979, 1983) i Srebrnej Szpilki (1984), nagrody tygodnika satyrycznego „Szpilki”.

## Życie prywatne
Wraz z żoną Zofią wychowywali dziewięcioro dzieci. Na dwa dni przed śmiercią na Międzynarodowej Wystawie Satyrykon '99 w Legnicy został laureatem II nagrody za rysunek pt. „Wesołe miasteczko”. Pochowany na Cmentarzu Wojskowym na Powązkach w Warszawie (kwatera 3A tuje-3-32).
Od 14 października 2000 jego imię nosi szkoła podstawowa w Czaczkach Małych.
Od 22 września 2011 Antoni Chodorowski jest patronem jednej z ulic na warszawskim Ursynowie.